# تویا ۶۹۹۰
سیارک ۶۹۹۰ (به انگلیسی: 6990 Toya، نامگذاری:1994XU4) شش هزار و نهصد و نودمین سیارک کشف شده‌است که در ۹ دسامبر ۱۹۹۴ کشف شد.
قدر مطلق سیارک برابر ۴۶.۷ است.